# 小圈子選舉

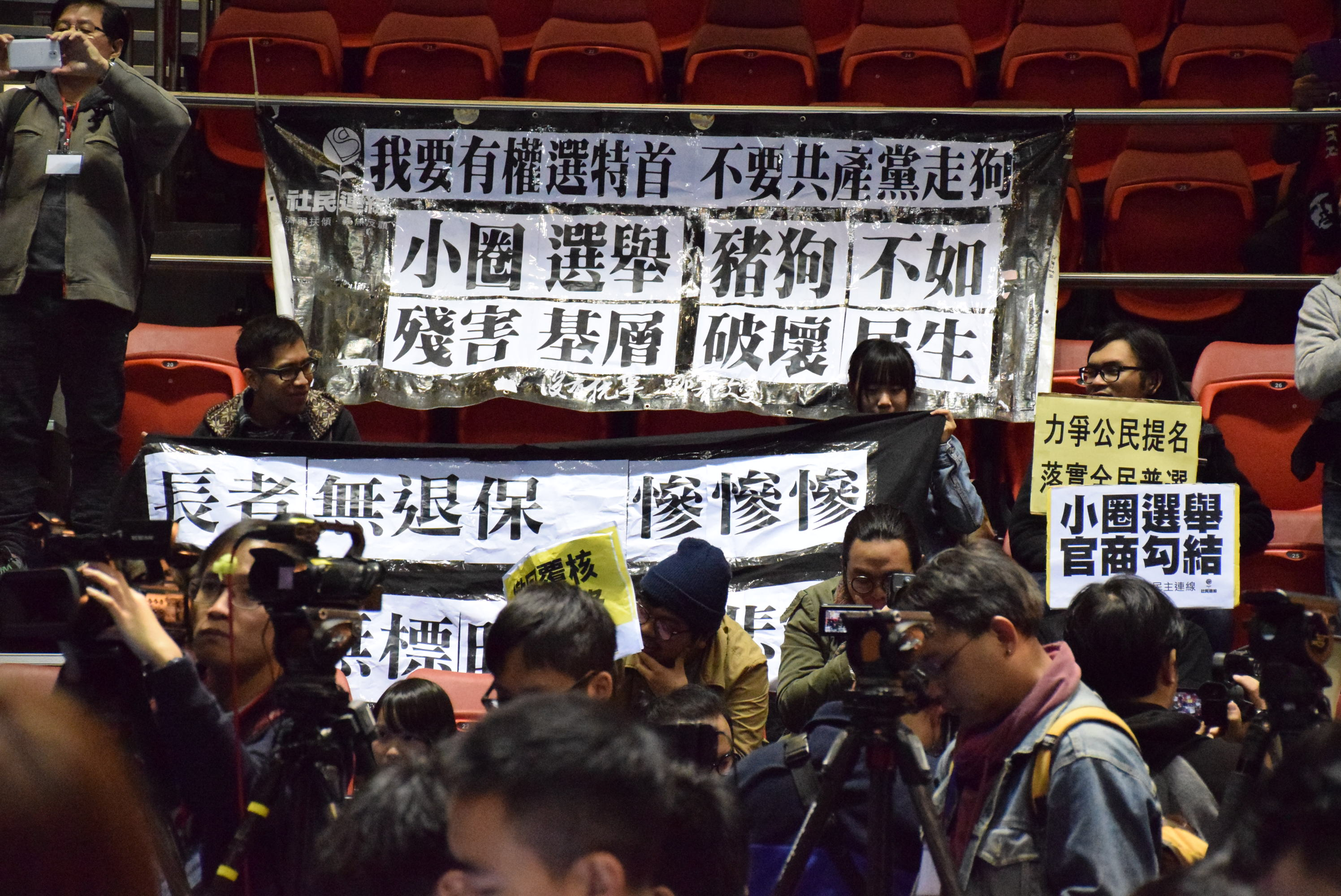
反對小圈子選舉人士的示威標語

小圈子選舉是香港泛民主派（泛民）對香港選舉制度的一種貶稱，意指由不能代表700萬市民的小部分人（偏向建制派及商人）選出行政長官、功能組別立法會議員和委任區議員。香港民主派以梁振英689票當選行政長官為例，批評香港選舉制度不普及、不平等、不民主，受到操控，等同表演性選舉。

## 沿革
公民黨梁家傑於2006年11月表態參加2007年香港行政長官選舉聲明以挑戰當時有可能參選而且自動當選的曾蔭權可能性及小圈子選舉為目標，並得到香港泛民主派支持。
2012年行政長官選舉泛民主派初選，是泛民主派為決定參與2012年行政長官選舉之代表，而於2012年1月8日進行之一場非政府選舉。是次初選採用開放式，任何18歲或以上香港永久居民，不論有否登記作選民均可參與，到全港74個投票站中任何一個投票。
民主黨何俊仁於2010年10月表態代表泛民主派參加2012年行政長官選舉以挑戰小圈子選舉，得到泛民主派支持。
由香港大學民意研究計劃總監鍾庭耀博士主持的3.23民間全民投票，結合民意調查結果立體展示對2012年行政長官選舉的民意供市民和選委參考、推動公民參與建構公民社會。在正式開放投票當天早上約七時，該投票系統即遭到駭客以每秒100萬次點擊進行攻擊，系統全日癱瘓。

## 保守派
他們不贊同香港選舉制度是「小圈子選舉」的批評，並認為該制度接近「普選」。

## 臺灣
2024年中華民國總統副總統及立法委員選舉前，為了藍白合作，國民黨總統參選人侯友宜競選辦公室執行長金溥聰曾建議設立初選投票所，參加投票民眾須親簽在野整合下架民進黨認同卡才可投票，採實名制，驗身分證。台灣民眾黨總統參選人柯文哲競選辦公室認為此方式可能淪為小圈子內競選。